# 赞河地区
赞河地区（荷蘭語：Zaanstreek，發音：[ˈzaːnstreːk]）是荷兰北荷兰省的一个地区，位于北海運河以北，贊河两岸，是欧洲最古老的工业区之一。